# Garliczka

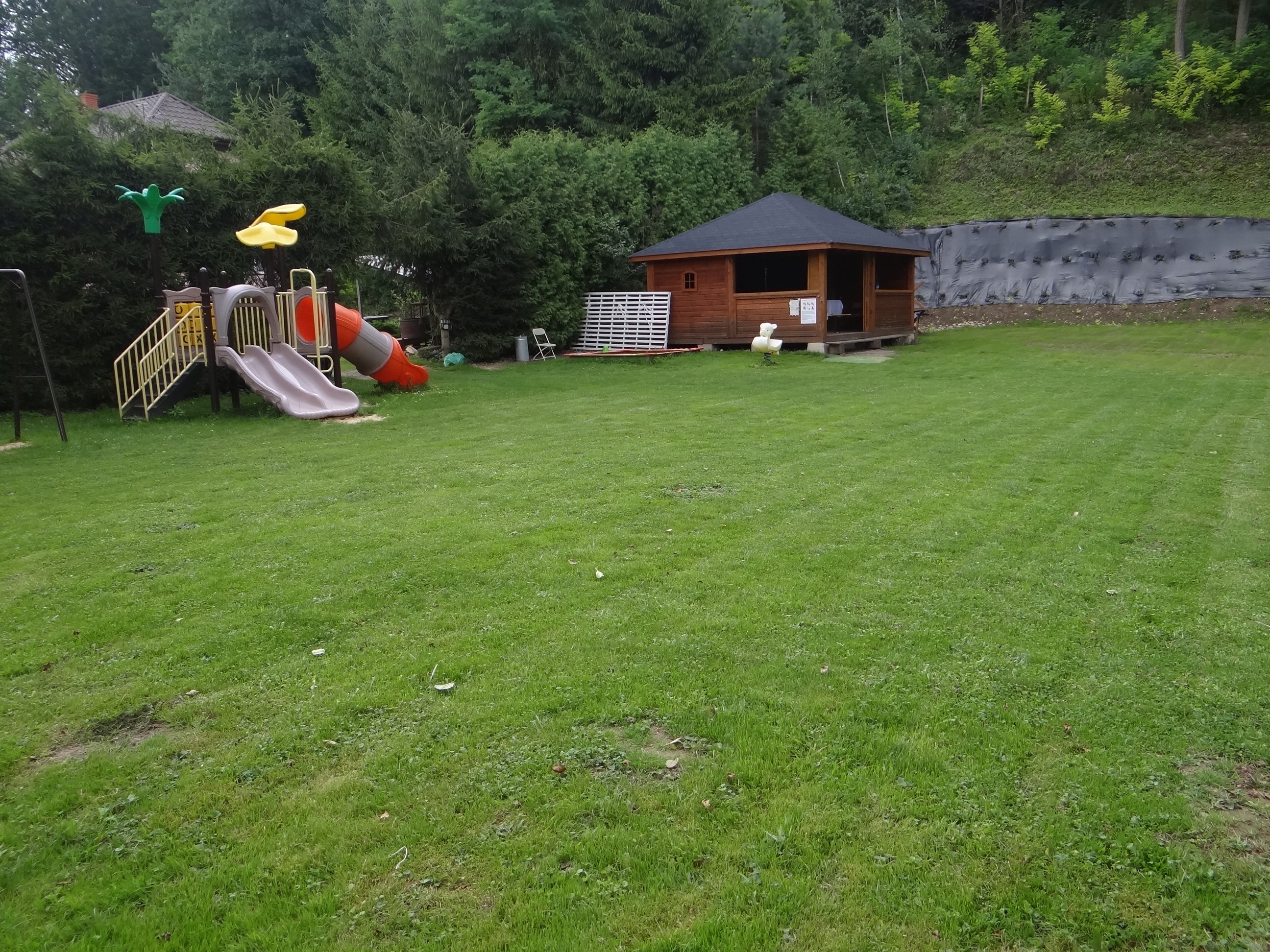
Plac zabaw i boisko

Garliczka – wieś w Polsce położona w województwie małopolskim, w powiecie krakowskim, w gminie Zielonki.

## Położenie
Garliczka położona jest nad potokiem Garliczka (Naramka), lewym dopływem Białuchy. Według regionalizacji fizycznogeograficznej obszar ten leży na południowo-wschodnim krańcu Wyżyny Olkuskiej (341.32) należącej do makroregionu Wyżyna Krakowsko-Częstochowska (341.3), w podprowincji Wyżyna Śląsko-Krakowska (341). Obszar wsi w całości położony jest ponadto na terenie Parku Krajobrazowego Dolinki Krakowskie.
Pod względem administracyjnym wieś zlokalizowana jest w województwie małopolskim, w powiecie krakowskim, w środkowo-wschodniej części gminy Zielonki, około 10–11 km w linii prostej na północ od centrum Krakowa. Graniczy z następującymi miejscowościami:
- Owczary (gmina Zielonki) od północnego wschodu,
- Górna Wieś (gmina Michałowice) od wschodu,
- Garlica Duchowna (gmina Zielonki) od południa,
- Trojanowice (gmina Zielonki) od południowego zachodu,
- Januszowice (gmina Zielonki) od zachodu,
- Przybysławice (gmina Zielonki) od zachodu i północy.

Biorąc pod uwagę powierzchnię wynoszącą około 127,1 ha Garliczka jest trzecią (po Garlicy Duchownej i Boleniu) najmniejszą miejscowością gminy Zielonki, zajmującą około 2,62% jej obszaru.
Najwyżej położony obszar wsi znajduje się na jej północno-zachodnim krańcu (skrzyżowanie ulic Na Chochół i Gielniówka) na wysokości około 335 m n.p.m., najniższy na krańcu południowo-wschodnim, w korycie Garliczki, na wysokości około 263 m n.p.m.
W latach 1975–1998 miejscowość administracyjnie należała do województwa krakowskiego.

## Historia
Pierwsza wzmianka o Garliczce (Gardlicza Thomkonis) pochodzi z 1381 roku i stanowi zdrobnienie od Garlicy. Nazwa pochodzi od przepływającego przez wieś potoku Garliczka. W średniowieczu miejscowość znana była jako Garlica Średnia. Jej okolice były mocno zalesione. Na przełomie XIV i XV w. wieś należała do sławnej krakowskiej rodziny kupieckiej Wierzynków. Za Garlicą Średnią położona była obecnie nieistniejąca Garlica Dalsza, która stanowiła część obecnej Garliczki. Wieś należała wówczas do parafii Giebułtów.
W czasach nowożytnych (I poł. XVI w.) Garliczka była własnością krakowskiego rodu mieszczańskiego Gertsmanów, z czasem przechodząc w ręce drobnej szlachty (XVI – XVIII w.). W XVIII w. we wsi znajdowało się 12 domów, które były zamieszkanie przez 137 osób. Ponadto znajdowała się w niej knajpa oraz dwór.
Na początku XIX w. liczba ludności zamieszkującej wieś zmniejszyła się do 69 osób. Wkrótce po odzyskaniu niepodległości Garliczka należała do gminy Cianowice w powiecie olkuskim. Zamieszkiwało ją wówczas 207 osób, które zajmowały 38 budynków.
Przed II wojną światową na terenie Garliczki mieszkało wielu Żydów, którzy zajmowali się działalnością sadowniczą (w szczególności sady śliwowe) oraz przetwórstwem owocowym (produkcja powideł).
29 września 1954 roku gminy zostały zastąpione gromadami. Teren obecnej Garliczki wszedł w skład gromady Przybysławice (parafia Korzkiew, dekanat Bolechowice). W 1956 roku Garliczka, po odłączeniu od Górnej Wsi, została wyodrębniona jako oddzielna miejscowość. W 1973 roku przywrócono gminy. Utworzono wówczas gminę Zielonki, a Garliczka stała się jej częścią.

## Demografia
Liczba mieszkańców Garliczki wzrastała stopniowo w okresie ostatnich kilkunastu lat, osiągając poziom ponad 400 osób w roku 2022.
Źródła danych oraz rodzaje (nazwy) i terminy spisów, jeśli dostępne:
- 1787[15];
- 1789[15] – Lustracja dymów i podanie ludności;
- 1808[16] – Spis wojskowy ludności Galicji;
- 1921[17] – Pierwszy Powszechny Spis Ludności – dane na 30. września;
- 1988[18] – Narodowy Spis Powszechny 1988 – dane na 6. grudnia;
- 2002[18] – Narodowy Spis Powszechny Ludności i Mieszkań 2002 – dane na 20. maja;
- 2003, 2004 i 2006[19] oraz 2009–2024[1] – dane własne Urzędu gminy Zielonki na 31. grudnia danego roku.

## Polityka i administracja

### Plan rozwoju miejscowości Garliczka
W dniu 30 sierpnia 2012 roku rada gminy Zielonki uchwaliła „Plan Odnowy Miejscowości Garliczka na lata 2011–2020”, który zakłada m.in. zakup nieruchomości celem stworzenia infrastruktury społecznej, urządzenie terenów rekreacyjno-sportowych (w tym zagospodarowanie brzegów potoku Garliczka celem urządzenia terenów rekreacyjnych) oraz budowę budynku sołeckiego.

## Gospodarka
We wsi funkcjonuje zaledwie kilkanaście gospodarstw rolnych. W związku z powyższym mieszkańcy są zatrudnieni głównie w usługach (na terenie gminy Zielonki,
pobliskiego Krakowa czy innych sąsiadujących gmin). W samej Garliczce znajduje się niewiele lokalnych firm rzemieślniczych, handlowych i usługowych, w tym m.in. po kilka zakładów stolarskich, świadczących usługi mechaniki samochodowej, transportowych oraz zakład usług wodno-kanalizacyjnych i zakład tapicerski.

## Transport
Przystanek autobusowy linii MPK 227 jest położony w południowej części wsi, na granicy z Garlicą Duchowną (dojazd do położonego w pobliżu Krakowa).

## Oświata i nauka
Garliczka należy do dwóch rejonów szkolnych (po ok. 50% miejscowości): Korzkwi i Woli Zachariaszowskiej, gdzie znajdują się szkoły podstawowe oraz gimnazja. Mniejsze dzieci mogą uczęszczać do przedszkoli samorządowych znajdujących się w Woli Zachariaszowskiej oraz w Zielonkach oraz przedszkola w Brzozówce.

## Religia
Obszar wsi przynależy do dwóch parafii – Woli Zachariaszowskiej i Korzkwi.

## Turystyka
Przez tereny sołectwa Garliczka przebiega szlak rowerowy („Czerwony”) o łącznej długości 34,6 km. Obejmuje on prawie całą gminę Zielonki i przebiega po granicy sąsiednich miejscowości (Bibice – Grębynice – Cianowice Małe – Brzozówka – Górna Wieś – Garliczka – Garlica Duchowna – Garlica Murowana – Bibice – Witkowice – Pękowice – Trojanowice – Januszowice – Przybysławice – Bibice).